# Danae rufescens
Danae rufescens es una especie de coleóptero de la familia Endomychidae.

## Distribución geográfica
Habita en Benín.